# ゴータ車両製造
ゴータ車両製造会社（-しゃりょうせいぞう、Gothaer Waggonfabrik A.G.、GWF）はドイツの鉄道車両、航空機製作会社。1893年7月に設立された。その名の通りテューリンゲン州ゴータにある。

## 沿革

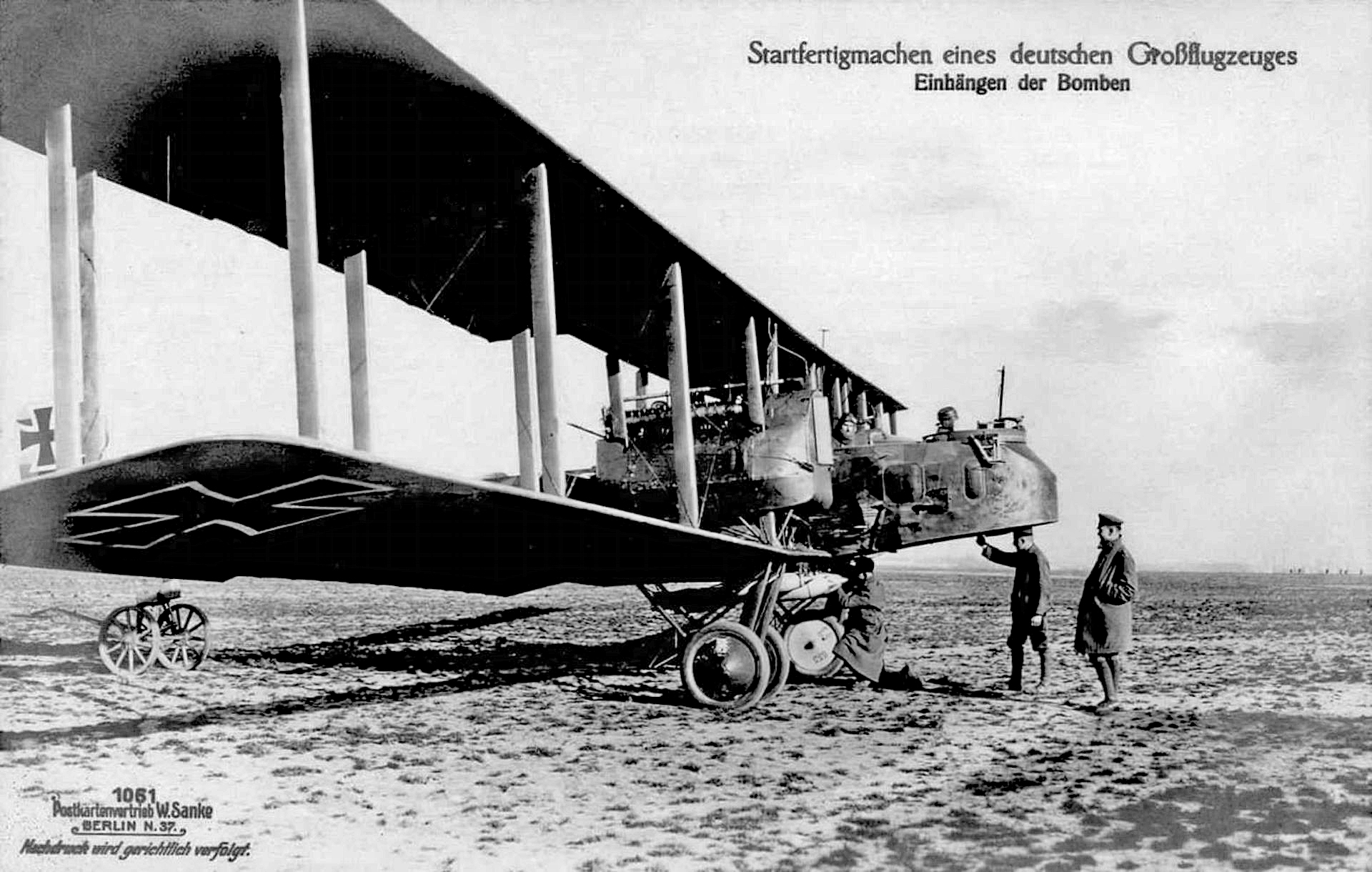
ゴータ G.V

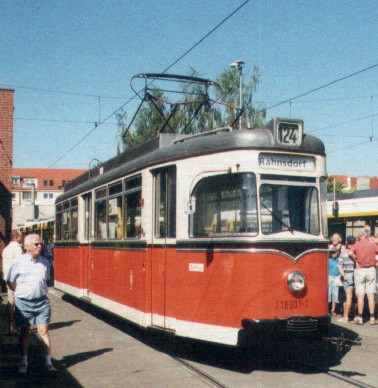
ゴータ TDE 58形

### 第一次世界大戦まで
創立当初は鉄道車両を中心に生産していたが、1913年には早くもエトリッヒ タウベを模擬したLE 1を製作し、1914年にはオスカー・ウルジヌス（Oskar Ursinus）が設計したゴータ G.Iの原型機が完成している。その後もこれらの大型爆撃機はG.IV、G.Vと進化を続けロンドン空襲に参加、ロンドン市民を恐怖に陥れている。終戦までのゴータの総生産機数は1,215機。

### 第二次大戦終結まで
ヴェルサイユ条約によって航空機製造が禁止された為、鉄道車両やディーゼルエンジンの製造へもどり、ベルリン地下鉄へC-II形電車（de）を納入するなど発展を続けていった。
1933年10月に航空機製造部を再建し、ハインケル He 45、He 46のライセンス生産から開始し、1934年には自社設計機のGo 145初歩練習機が初飛行。この機体は大成功で他社にも生産を依頼し約10,000機生産され、スペインとトルコではライセンス生産が行われている。Go 242貨物グライダーやGo 244等を生産する一方、他社製品のライセンス生産にも力をいれ、Bf 110だけでも3,000機あまり生産している。

### 戦後
三度鉄道車両製作に戻り、1946年国有化され、VVB LOWA（Vereinigung Volkseigener Betriebe Lokomotiv- und Waggonbau）に属した。ゴータカーとも呼ばれる路面電車を中心に製作していたが、東西ドイツ統一後シュミッツ（Schmitz Anhänger Fahrzeugbau GmbH）と提携。1997年には子会社化されシュミッツ-ゴータ（Schmitz-Gotha Fahrzeugwerke GmbH）と改称されトレーラー部品の製造をしている。